# Bivacco Piero Craveri
Il bivacco Piero Craveri o delle Dames Anglaises (in francese, Bivouac des Dames anglaises) è un bivacco situato a 3.490 m s.l.m. in val Veny facente parte del comune di Courmayeur.

## Caratteristiche
Il bivacco è stato costruito nel 1933. La struttura è situata sul colle nord delle Dames Anglaises ed è una costruzione in legno e lamiera sempre aperta e scarsamente attrezzata infatti non dispone di illuminazione ne di acqua corrente. Il bivacco è stato intitolato all'alpinista Piero Craveri e viene utilizzato per compiere alcune delle numerose ascese al Monte Bianco.

## Accessi
Dal rifugio Monzino in circa 5 ore. L'accesso è considerato difficile. Dal Monzino si deve prima salire al  colle dell'Innominata (3.205 m), poi si deve scendere nell'insidioso ghiacciaio del Freney ed attraversarlo ed infine si sale al bivacco.
Oppure lo si raggiunge nel corso della Cresta integrale di Peuterey dalla cima dell'Aiguille Noire de Peuterey.

## Ascensioni
- Monte Bianco - 4.810 m
- Aiguille Blanche de Peuterey - 4.112 m
- Aiguille Noire de Peuterey - 3.773 m